# Краснодубье (Псковская область)
Краснодубье — деревня в северной части Порховского района Псковской области. Входит в состав сельского поселения «Павская волость».
Расположена на берегу Коломенки, притока Ситни, в 37 км к северо-востоку от города Порхов и в 5 км к юго-востоку от волостного центра, села Павы.

## Население
| 2001 | 2002 | 2010 |
| ---- | ---- | ---- |
| 28   | ↘26  | ↘14  |

До 3 июня 2010 года деревня входила в состав ныне упразднённой Берёзовской волости.